# Stridsdel

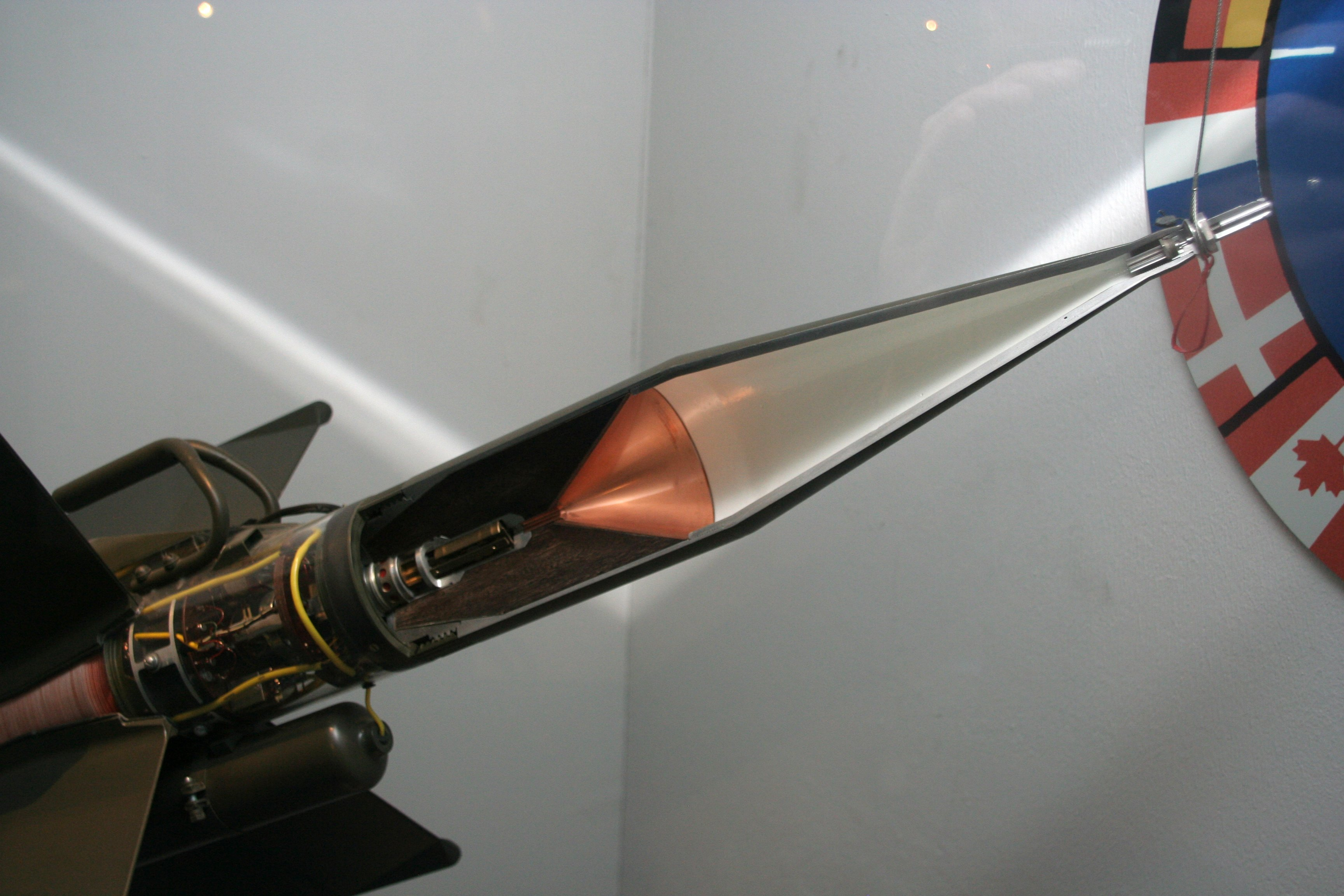
Stridsdel med riktad sprängverkan (RSV) i den tyska pansarvärnsroboten Bölkow BO 810 COBRA

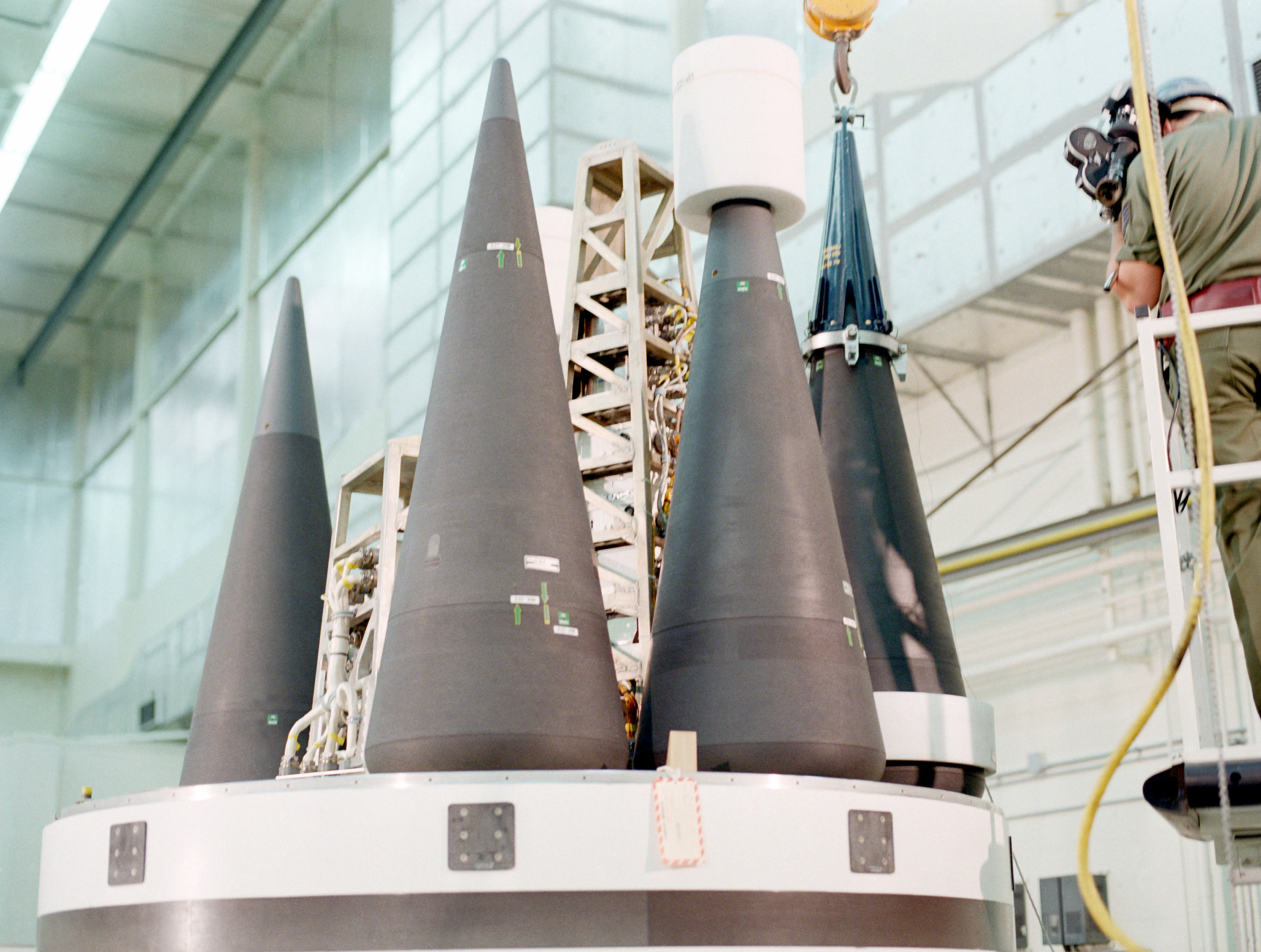
MIRV-stridsdelar monteras på en amerikansk Peacekeeper-robot

Stridsdel kallas verkansdelen i robotar, raketer och torpeder avsedda för strid. Stridsdelar, likt alla verkansdelar, utformas med diverse olika vapenverkan beroende på dess avsedda uppgift. Som exempel brukar stridsdelen hos pansarvärnsrobotar vara utformad med riktad sprängverkan för bekämpning av pansrade mål, medan stridsdelarna hos kärnvapenammunition utformas efter så kallad kärnvapenverkan, etc.

## Underbenämningar
Det finns diverse vardagliga synonymer för stridsdel, trots att flera av dessa har särskiljande betydelse inom formella sammanhang. Nedan redovisas, enligt svensk militärbeskrivning, några underbenämningar (och liknande) termer som vardagligt förekommer som synonym till stridsdel.
- Stridshuvud – kort strhu – benämning för stridsdelen i robotar och raketer om denna sitter placerad i projektilens huvud (robothuvud, rakethuvud)
- Stridsspets och stridskon – benämning för stridsdelen i torpeder
  - Stridsspets – benämningen för stridsdelens tändanordning i en torped
  - Stridskon – benämningen för stridsdelens verkansdel i en torped (hölje inneslutande huvudsprängladdning)
- Stridsladdning – kort strlng – benämning för stridsavsedda drivladdningar till eldrörsammuntition (motsatsord: övningsladdning), alltså ej en stridsdel[2]